# Гродская, Анна
Анна Гродская (также известна как Анна Гродска или Анна Гродзка пол. Anna Grodzka, род. 16 марта 1954 года, Отвоцк, ПНР) — польская общественная и политическая деятельница, основательница и президент фонда «Trans-Fuzja», занимающегося защитой прав трансгендерных людей. Первая открыто трансгендерная женщина, которая была избрана в Сейм Республики Польша.

## Биография
Родилась 16 марта 1954 года в Отвоцке, Польша. При рождении носила имя Кшиштоф Гродский (пол. Krzysztof Grodzki) и биологически была мужчиной. Окончила Варшавский университет по специальности психология. По словам Анны, осознание того, что она «родилась в неправильном теле» пришло к ней в одиннадцатилетнем возрасте.
Будучи мужчиной, в 1984 году женилась на женщине, в которую была влюблена в школьные годы, вскоре у них родился сын. В 2007 году они развелись. Тогда Гродская решила начать трансгендерный переход. Судебно решать вопрос половой принадлежности и физически изменить пол она решила только после того, как её сын окончательно повзрослеет. Операцию по коррекции пола ей провели в бангкокской клинике. Её сын полностью принял этот шаг. Трансгендерный переход Анны Гродской завершился в 2010 году. Процесс перехода Гродской был представлен в документальном фильме «Транс-акция» производства компании HBO в 2010 году.

### Профессиональная и политическая деятельность
Анна Гродская окончила обучение по специальности клиническая психология в Варшавском университете. В период ПНР была членом Ассоциации Польских Студентов (АПС) и Польской объединённой партии рабочих . Работала политическим инструктором в АПС. В 1986 стала директором предприятия Alma Press. Затем занималась собственным бизнесом, много лет работала в издательской, рекламной и полиграфической отраслях. Занималась производством фильмов для Польского телевидения. В 2003-2006 годах была членом дирекции «Радио для тебя».
Действовала в политической партии «Социал-демократия Республики Польша», а позже, до сентября 2011 года, входила в состав «Союза демократических левых в Варшаве».
В 2008 году она участвовала в создании фонда «Trans-Fuzja», занимающегося защитой прав трансгендерных людей. С ноября 2011 года исполняла обязанности председателя этой организации. К концу 2011 года Анна Гродкая была также заместителем председателя Комиссии общественного диалога по делам равного отношения при Президенте Столичного города Варшава.
В 2011 году Анна Гродская стала первым открыто трансгендерным человеком, избранным в Сейм Республики Польша, а также первым открыто трансгендерным человеком, избранным в европейский государственный парламент. На выборах в парламент от Кракова по спискам партии Движение Паликота она заняла первое место. В её предвыборной программе значилось: выравнивание прав ЛГБТ и гетеросексуального населения, защита прав женщин, отделение церкви от государства и образования, улучшение ситуации с доступностью детских садов, повышение минимальной заработной платы и т. д.